# Salts al Campionat del Món de natació de 1986
La competició de salts al Campionat del Món de natació de 1986 es realitzà al Centre de Natació M-86 de la ciutat de Madrid (Espanya).

## Proves
Es realitzaren quatre proves, separades en competició masculina i competició femenina:
- trampolí 3 m
- plataforma 10 m

## Resum de medalles

### Categoria masculina
| Event            | Or                  | Or     | Plata              | Plata  | Bronze              | Bronze |
| trampolí 3 m.    | Greg Louganis (USA) | 750.06 | Tan Liangde (CHN)  | 692.28 | Li Hongping (CHN)   | 642.06 |
| plataforma 10 m. | Greg Louganis (USA) | 668.58 | Li Kongzheng (CHN) | 624.33 | Bruce Kimball (USA) | 599.91 |

### Categoria femenina
| Event            | Or             | Or     | Plata          | Plata  | Bronze               | Bronze |
| trampolí 3 m.    | Gao Min (CHN)  | 582.90 | Li Yihua (CHN) | 549.42 | Marina Babkova (URS) | 525.21 |
| plataforma 10 m. | Chen Lin (CHN) | 449.67 | Lu Wei (CHN)   | 422.25 | Wendy Wyland (USA)   | 412.47 |

## Medaller
| Posició | País            | Or | Plata | Bronze | Total |
| 1       | R.P. de la Xina | 2  | 4     | 1      | 7     |
| 2       | Estats Units    | 2  | 0     | 2      | 4     |
| 3       | Unió Soviètica  | 0  | 0     | 1      | 1     |
| Total   | Total           | 4  | 4     | 4      | 12    |